# ماری مورداک
ماری مورداک (انگلیسی: Marie Meurdrac; ح. ۱۶۱۰–۱۶۸۰) شیمیدان و کیمیاگر فرانسوی بود که به خاطر نوشتن کتاب «شیمی خیرخواهانه و آسان، به نفع بانوان» شناخته می‌شود. این اثر یک رساله شیمیایی بود که برای زنان عادی نوشته شده بود. نام او به لطف این کتاب تا به امروز باقی مانده است و محققان استدلال کرده‌اند که این اولین اثر در زمینه شیمی یا کیمیاگری توسط یک زن پس از اثر مریم یهودی در اواخر دوران کلاسیک بوده است. موردراک به عنوان اولین زنی که کتابی دربارهٔ شیمی اولیه منتشر کرد شناخته می‌شود. اگرچه او در ابتدا برای نوشتن تردید داشت و نگران انتقاد کسانی بود که معتقد نبودند زنان باید آموزش ببینند، اما یک فمینیست اولیه بود و معتقد بود که «ذهن‌ها جنسیت ندارند.»

## زندگی شخصی
موردراک در خانواده‌ای زمیندار در ماندرس-له-روز، که امروزه حومه پاریس است، به دنیا آمد. پدرش ونسان موردراک (درگذشته ۱۶۵۰)، یک سردفتر محلی و مادرش الیزابت دووه (درگذشته ۱۶۳۶) بود. او یک خواهر کوچکتر به نام مادام دو لا گت (با نام اصلی کاترین موردراک، ۱۶۱۳–۱۶۷۶) داشت که بعدها خاطراتی نوشت. موردراک در کودکی جدی‌تر از خواهر کوچکترش بود و به عنوان نامادری چندین کودک در روستای خود خدمت کرد. در سال ۱۶۲۵، در حدود ۱۵ سالگی، با هانری دو ویبراک، فرمانده گارد چارلز دو والوا ازدواج کرد. او به شاتو دو گروس‌بوا نقل مکان کرد و در آنجا با کنتس دو گیش، همسر آرمان دو گرامون، کنت دو گیش آشنا شد. این دوستان بسیار صمیمی شدند و موردراک بعدها رساله شیمی خود را به کنتس تقدیم کرد.

## تحصیلات و حرفه
موردراک خودآموخته بود و شیمی را با استفاده از آثار و آزمایش‌های دانشمندان دیگر و با خواندن آثار نظری دربارهٔ کیمیاگری و شیمی آموخت. در مطالعات خود، موضوعاتی مانند تکنیک‌های آزمایشگاهی، خواص داروها و لوازم آرایشی را پوشش داد. در کار خود، او همچنین جدولی از وزن‌ها و ۱۰۶ نماد کیمیاگری که در آن زمان در پزشکی استفاده می‌شد، ارائه داد. موردراک آزمایشگاه خود را داشت، جایی که آزمایش‌هایی با هدف بهبود زندگی زنان انجام می‌داد، داروهای خانگی و محصولات زیبایی تولید می‌کرد و دستورالعمل‌های خود را به دقت ثبت می‌کرد. او همچنین پیشنهاد داد که به زنان در آزمایشگاه خود درس خصوصی بدهد، اگر آن‌ها به اندازه کافی برای آزمایش به تنهایی اعتماد به نفس نداشتند. موردراک به کوره‌ای با دمای بالا دسترسی داشت که برای آزمایش‌های خود از آن استفاده می‌کرد، که برای آن زمان غیرعادی بود، زیرا نیاز به اجازه ویژه از پادشاه داشت. این نشان می‌دهد که او باید چنین موافقتی را از پادشاه گرفته باشد، احتمالاً از طریق ارتباطش با کنتس دو گیش.

## شیمی خیرخواهانه و آسان، به نفع بانوان
موردراک در سال ۱۶۵۶ یا ۱۶۶۶ رساله معروف خود «شیمی خیرخواهانه و آسان، به نفع بانوان» را منتشر کرد. رساله موردراک یکی از اولین آثار شیمی بود که توسط یک زن نوشته شده بود. این اثر چندین ویرایش به زبان فرانسوی (۱۶۶۶، ۱۶۷۴، ۱۶۸۰، ۱۶۸۷ و ۱۷۱۱) داشت و به آلمانی (چهار ویرایش از ۱۶۷۳–۱۷۱۲) و ایتالیایی ترجمه شد. این اثر که توسط استادان ریجنت دانشکده پزشکی پاریس تأیید شده بود، بر ارائه درمان‌های مقرون به صرفه برای فقرا تمرکز داشت.
این اثر به شش بخش تقسیم شده بود: بخش اول به اصول و عملیات، ظروف، دوغاب‌ها، کوره‌ها، ویژگی‌ها و وزن‌ها می‌پرداخت. بخش دوم به گیاهان دارویی و داروهای ساخته شده از این گیاهان اختصاص داشت. بخش سوم به حیوانات و بخش چهارم به فلزات می‌پرداخت. بخش پنجم بر ساخت داروهای ترکیبی تمرکز داشت و بخش ششم مخاطبان زن را هدف قرار داده و روش‌های حفظ و افزایش زیبایی را پوشش می‌داد. موردراک در مقدمه خود دربارهٔ روش‌های خود نوشت: «من بسیار مراقب بودم که از دانش خود فراتر نروم و می‌توانم اطمینان دهم که هر آنچه آموزش می‌دهم درست است و تمام داروهای من آزمایش شده‌اند؛ که برای آن خدا را ستایش و تمجید می‌کنم.» در صفحه دوم رساله موردراک این جمله فرانسوی نوشته شده است: «les esprits n'ont point de sexe» که به «ذهن‌ها جنسیت ندارند» ترجمه می‌شود. در آن زمان، دانشمند بودن زنان ایده‌آل نبود. موردراک از این موضوع آگاه بود و می‌خواست ثابت کند که می‌تواند یک کتاب درسی برای زنان منتشر کند و آن‌ها را نیز آموزش دهد.